# Prinsburg, Minnesota
Prinsburg, Minnesota (енгл. Prinsburg) град је у америчкој савезној држави Минесота.

## Демографија
По попису из 2010. године број становника је 497, што је 39 (8,5%) становника више него 2000. године.
| Група             | 2000.       | 2010.       |
| Белци             | 454 (99,1%) | 478 (96,2%) |
| Афроамериканци    | 0 (0,0%)    | 6 (1,2%)    |
| Азијати           | 2 (0,4%)    | 2 (0,4%)    |
| Хиспаноамериканци | 2 (0,4%)    | 6 (1,2%)    |
| Укупно            | 458         | 497         |